# María Muñoz
María Muñoz és una ballarina, professora i coreògrafa valenciana de dansa contemporània, col·laboradora d'Àngels Margarit a la companyia Mudances, directora artística de centre d'investigació L'Animal a l'Esquena i cocreadora i durant més de vint anys codirectora de la companyia de dansa Mal Pelo. També destaca en la creació de video-dansa.
A l'inici dels anys vuitanta del segle xx va entrar com a ballarina a la companyia de dansa de Shusaku i Dormu, als Països Baixos. De 1985 fins a 1988 va formar el grup LA DUX amb Maria Antònia Oliver. En 1989 va fundar amb el català Pep Ramis, amb qui ja havia col·laborat l'any anterior, la seva pròpia companyia, Mal Pelo. En 2002, la seva companyia Mal pelo va ser guardonada amb el Premi Nacional de Dansa.